# 田代廣孝
田代 廣孝（たしろ ひろたか、1959年 - ）は、日本の映画監督、テレビディレクター。

## 人物
宮城県仙台市出身。仙台市立五橋中学校、東北学院榴ケ岡高等学校、日本大学芸術学部卒業。
イギリス留学を経て新藤兼人監督の助監督となる。一方、テレビのバラエティ、ドキュメンタリー、衛星放送、ビデオ作品等の演出も手掛ける。
漫画家荒木飛呂彦、フリーライター永沢光雄とは、東北学院榴ケ岡高等学校の同期生である。

## 来歴
- 1992年 - 製作・脚本も兼ねた映画『あふれる熱い涙』で映画監督デビュー。岩手県へ農村花嫁としてやって来たフィリピン女性の姿を描いた本作は、フランスで開催された「オルレアン映画祭 第一回日本映画ビエンナーレ」銀賞、「おおさか映画祭」新人監督賞、「全国映連」新人監督賞を受賞。「日本映画ペンクラブ」推薦、「健全映画観賞会」推薦を受ける。また「ベルリン映画祭」パノラマ部門、「ロンドン国際映画祭」、「サンフランシスコ国際映画」、'New Directors/New Films Festival'、「シンガポール国際映画祭」、「ハワイ映画祭」、「東京国際映画祭」、「NIPPON CINEMA NOW」などの国際映画祭に正式招待され高い評価を得る。

- 1993年 - スミソニアン博物館、プリンストン大学での作品上映を機に、アメリカでの制作を念頭に脚本の執筆を開始する。

- 1996年 - 寿司職人となったベトナム帰還兵の苦悩と妻との愛を描いた脚本『Mr.Pのダンシングスシバー』が、NHK・サンダンスインスチテュート主催の「シネマ100/サンダンス国際賞」日本部門・最優秀脚本賞を受賞したことにより映画化が決定。同年 全米1,000本の脚本から選ばれた9人とサンダンス監督研修（ジューンラボ）に参加。サンダンスインスチテュート主宰のロバート・レッドフォードや俳優キャシー・ベイツ、サリー・フィールド、映画監督キャサリン・ビグロー、ジョン・ランディス、デビッド・クローネングバーグ、脚本家フランク・ピアソン等と本作をアメリカで製作するための意見を交換。
- 1997年 - アメリカでクランクイン。アメリカ国内、ベトナムでロケーション撮影が行われる。当時、監督以外全員が俳優・スタッフともアメリカ人というのは日米合作映画では初めてであった。特筆すべきは、アメリカ人クルーによるベトナムでのロケーションは、本作がベトナム戦争終結以来初となった事である。

- 1998年 - 映画『Mr.Pのダンシングスシバー』として公開される。同年「サンダンス映画祭」特別招待、「シアトル国際映画祭」正式招待、'African Diaspora Film Festival'などに出品、絶賛される。

- 2000年 - 「朝日ベストテン映画祭」日本映画第1位受賞。

二作とも国際的な鋭い視点から社会を切り取り、また繊細かつリアルな人間描写や独特なフレーミングと濃厚な色彩感覚が作品を特徴付けている。非メジャーで寡作ながら、海外にも通用する数少ない監督と評価する映画マニアも少なくない。次回作は南米が舞台となる予定。
共同テレビのディレクターとしての演出作に『NONFIX 〜兵士が語ったこと』、『同 〜しりあがり寿　死を想う』、『恋ノウタ』、『課外授業－ようこそ先輩』など多数。

## 主要作品リスト

### 映画
- われに撃つ用意あり (1990年 助監督、若松孝二・監督、 原田芳雄、桃井かおり)
- あふれる熱い涙 （1992年 製作・脚本・監督、 ルビー・モレノ、佐野史郎、戸川純）[1]
- Mr.Pのダンシングスシバー （1998年 脚本・監督、 フランク・マクレー、ナンシー・クワン、サイ・リチャードソン）[2]
- 莎木　Shenmue The Movie (2001年 スタッフ参加)

### ビデオ
- テラービジョン in　エロヴァイラ (1990年 監督、黒木香、谷口美弥子)
- 淫口　(2003年 監督、小沢菜穂)

### テレビ
- NONFIX（演出、フジテレビ・共同テレビ）
- 奇跡の生還者 （演出、フジテレビ・共同テレビ）
- おはよう茨城　（演出、フジテレビ・共同テレビ）
- 恋ノウタ （演出、フジテレビ）
- 課外授業－ようこそ先輩 （演出、NHK)
- スーパーJチャンネル〜Jのこだわり （演出、テレビ朝日)

### ゲームソフト
- シェンムー/海外版 （2000年 演出、セガ）
- シェンムーII/海外版 （2002年 演出、セガ）